# Vidoeiro-branco
O vidoeiro-branco (nome científico: Betula pendula), também chamado bétula-branca e vidoeiro-prateado é uma espécie de árvore caducifólia do género Betula. É uma árvore muito comum na generalidade da Europa, que se encontra desde a Noruega até à Sicília, embora nas região mais a sul só se encontre a maiores altitudes. Também se encontra no sudoeste da Ásia, nomeadamente nas montanhas do norte da Turquia e no Cáucaso. As espécies Betula platyphylla do norte da Ásia e a Betula szechuanica da Ásia Central são também consideradas variedades da Betula pendula por alguns botânicos, que as designam, respetivamente, por B. pendula var. platyphylla e B. pendula var. szechuanica.

## Sinónimos
- Betula pendula var. carelica (Merckl., Hämet-Ahti)[8]

- B. pendula var. laciniata (Wahlenb., Tidestr.)

- B. pendula var. lapponica (Lindq., Hämet-Ahti)[8]

- B. aetnensis (Raf.)[9]

- B. montana (V.N.Vassil)[9]

- B. talassica  (Poljakov)[9]

- B. verrucosa (Ehrh.)[3]

- B. verrucosa var. lapponica (Lindq.)[9]

- B. fontqueri Rothm.

O nome rejeitado por alguns autores Betula alba também se aplicava a algumas variedades de Betula pendula e de Betula pubescens.